# Kedungwonokerto
Kedungwonokerto is een bestuurslaag in het regentschap Sidoarjo van de provincie Oost-Java, Indonesië. Kedungwonokerto telt 5530 inwoners (volkstelling 2010).